# 安拉區
安拉區（西班牙語：Distrito de Anra），是秘魯的一個區，位於該國北部安卡什大區的瓦里省，始建於1982年12月24日，面積80.31平方公里，海拔高度3,172米，2005年人口1,896，人口密度為每平方公里24人。